# МГЭС Вучье
МГЭС (малая гидроэлектростанция) Вучье (серб. Мала хидроелектрана Вучје / МХЕ Вучје) — малая гидроэлектростанция в Сербии, расположенная на реке Вучьянка, в нескольких километрах от города Вучье и в 17 км от Лесковаца. Вторая старейшая в стране, эксплуатируется с 1903 года.

## Строительство

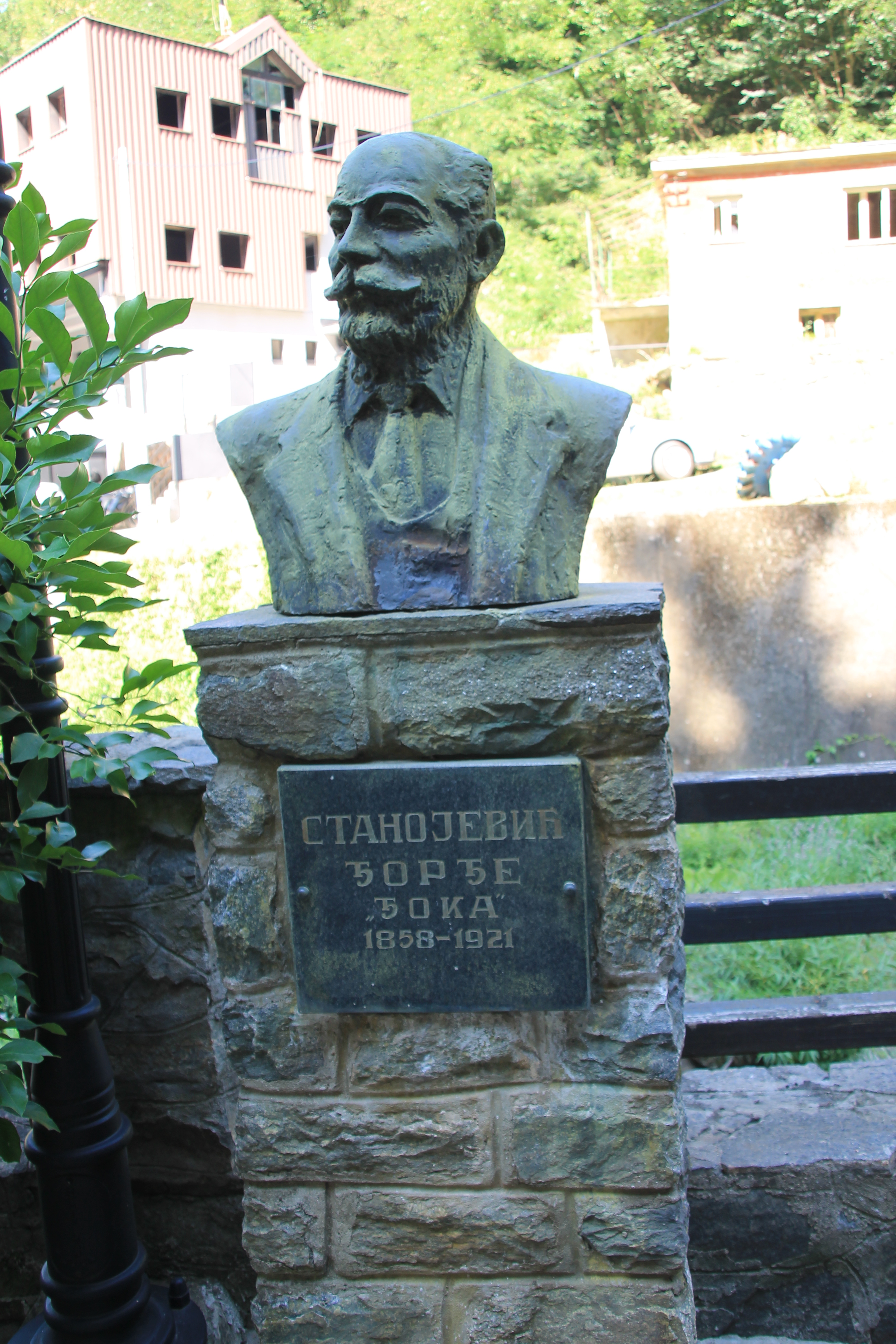
Памятник Джордже Станоевичу

Сербский физик профессор Джордже Станоевич, родоначальник электрификации в Королевстве Сербия, был другом Николы Теслы и сторонником ряда его идей. Профессор выбрал долину реки Вучьянка для строительства так называемой «фабрики по производству электричества», мотивировав это следующим образом:

Водопад, обладающий наибольшей мощью — это, без сомнения, водопад Вучьянского потока рядом с селом Вучье, примерно в 17 км от Лесковаца. На том месте вода стекает несколькими каскадами, которые находятся недалеко друг от друга и носят разные наименования (Дев-Казан, Джокин-Вир и так далее), с высоты более 100 м. По просьбе нескольких видных граждан Лесковаца я провёл исследование на предмет возможности поставок этой энергии в Лесковац и обнаружил, что это можно осуществить сравнительно лёгким способом.
Оригинальный текст (серб.)Водопад који у себи највише снаге има без сумње је водопад Вучјанског потока близу села Вучје, око 17 километара далеко од Лесковца. На том месту вода пада у неколико скокова, који нису далеко један од другога и носе разне називе: Дев Казан, Ђокин Вир итд., Са висине веше од 100 метара. По жељи неколико угледних грађана Лесковчана простудирао сам питање о доводу те снаге у Лесковац и нашао да би се оно на сразмерно лак начин могло извести…

ГЭС Вучье начали строить на средства 168 акционеров Лесковацкого электрического общества (серб. Лесковачко електрично друштво), основанного в 1901 году. Она должна была обеспечивать электроэнергией не только Вучье, но и Лесковац вместе со всеми заводами. Строительством МГЭС занялся Йосиф Гранжан из Великого-Бечкерека.
Работа электростанции началась 11 (24) декабря 1903 года, в годовщину освобождения Лесковаца от османского ига. Она была второй в хронологическом порядке гидроэлектростанцией в Сербии после ГЭС на реке Детина (около Ужице) и третьей в Сербии среди всех электростанций, но превосходила всех их по объёму поставляемой электроэнергии. Во время Второй мировой войны станция была объектом диверсий, но свою работу не прекращала.
В настоящее время МГЭС Вучье принадлежит государственному предприятию Електропривреда Србије и вырабатывает ежегодно около 4 МВт·ч электроэнергии (по оценкам на 2023 год — от 4,5 до 5 МВт·ч электроэнергии).

## Описание

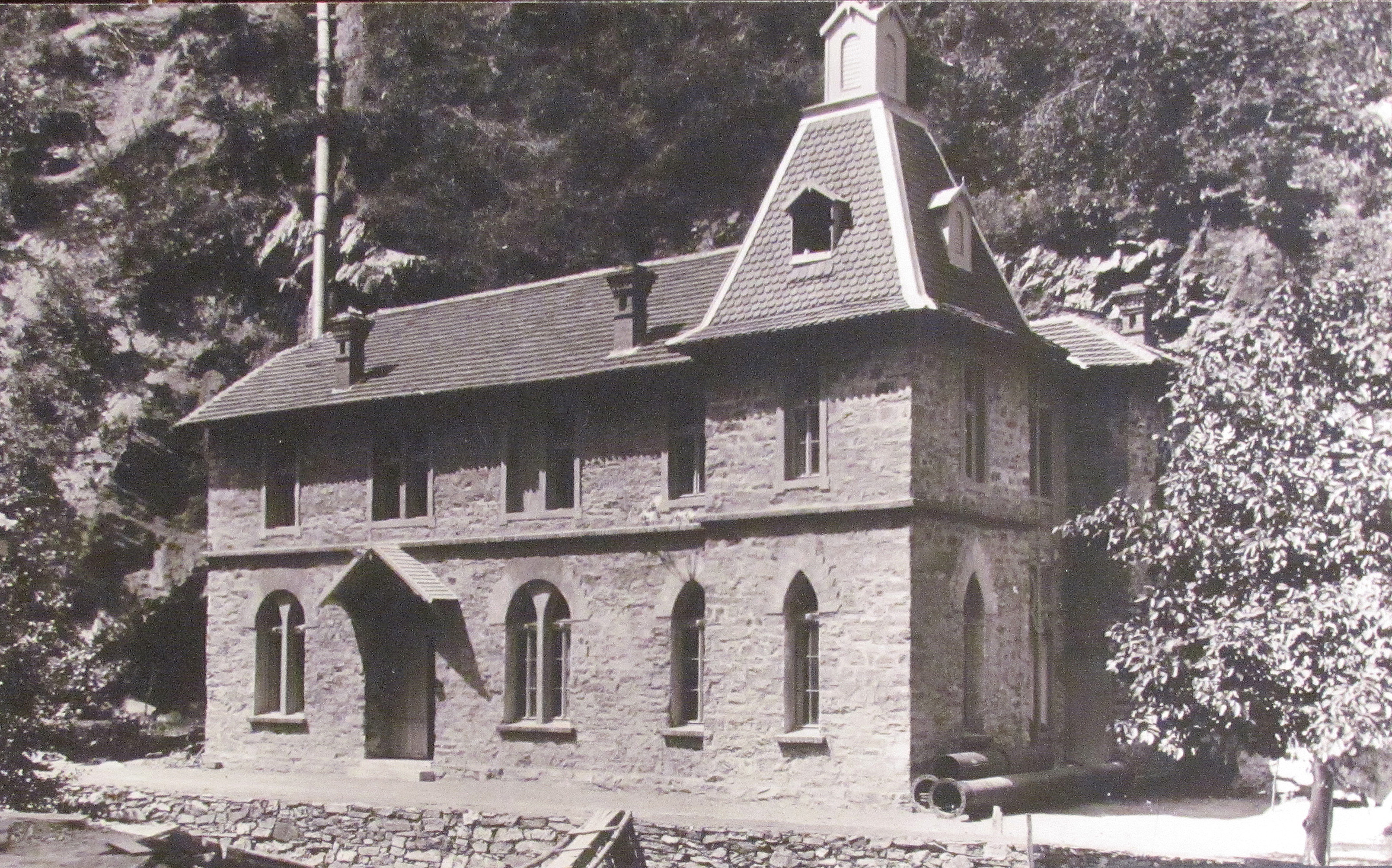
Электростанция в 1903 году, фото Джордже Станоевича

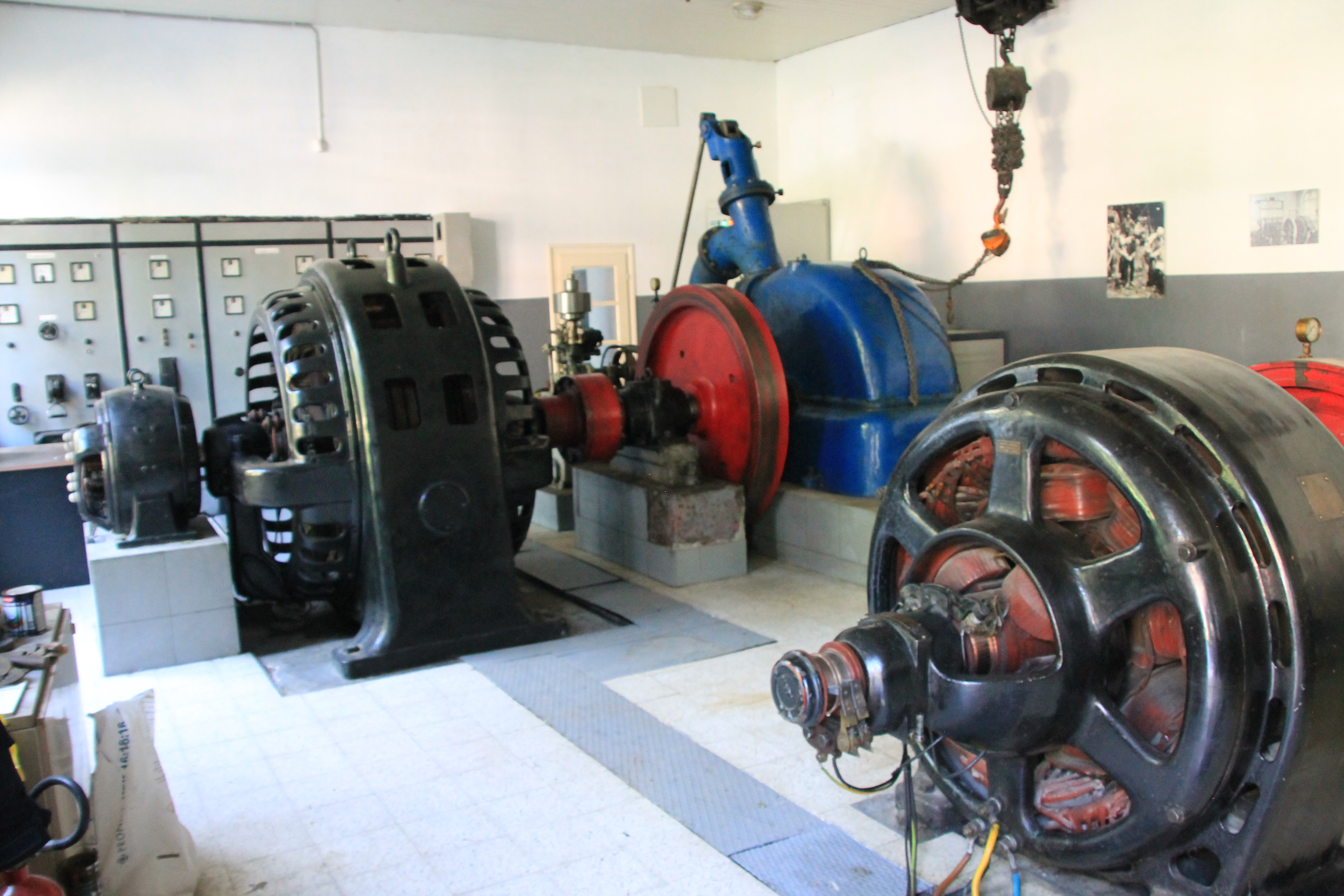
Машинный зал

Собственно МГЭС представляет собой комплекс на Вучьянке, куда входят каменное здание самой электростанции, турбины, генераторы и водозабор, который поступает по каналу, прорубленному в скалах. Вода, забираемая из Вучьянки, после прохождения через турбины возвращается в реку, обеспечивая естественный сток.
У немецкой фирмы Siemens & Halske приобрели два гидроагрегата (турбина и электрогенератор) мощностью по 135 кВт каждый, а в 1930 году был запущен третий блок с генератором производства шведской фирмы Asea мощностью чуть меньше 1 МВт. Проведённая при сооружении МГЭС Вучье линия электропередач 7 кВ протяжённостью 17 км (от Вучья до Лесковаца) стала первой в истории Сербии подобной линией. С недавних пор на станции работает генератор Nari мощностью 1,3 МВт.
Воду для МГЭС поставляют из реки по каналу длиной 986 м, частично проходившему в высоких, неприступных скалах. Ширина и глубина канала составляют по 1 м. В конце канала находится небольшая камера, где канал переходит в трубопровод. Перепад высот от водохранилища до завода составляет 139 м, длина подводящей трубы — 235 м.

## Текущий статус
В отличие от первой в истории Сербии ГЭС на Детине, МГЭС Вучье продолжает работать и в наши дни. В 2003 году станция отметила 100-летие, а в 2005 году была включена в список всемирного наследия из истории электротехники. Соответствующее решение принял американский Институт инженеров электротехники и электроники.
Правительство Сербии включило МГЭС Вучье и МГЭС Сичево, начавшую работу в 1931 году, в список памятников культуры, фактически поместив их под государственную охрану.

## Галерея

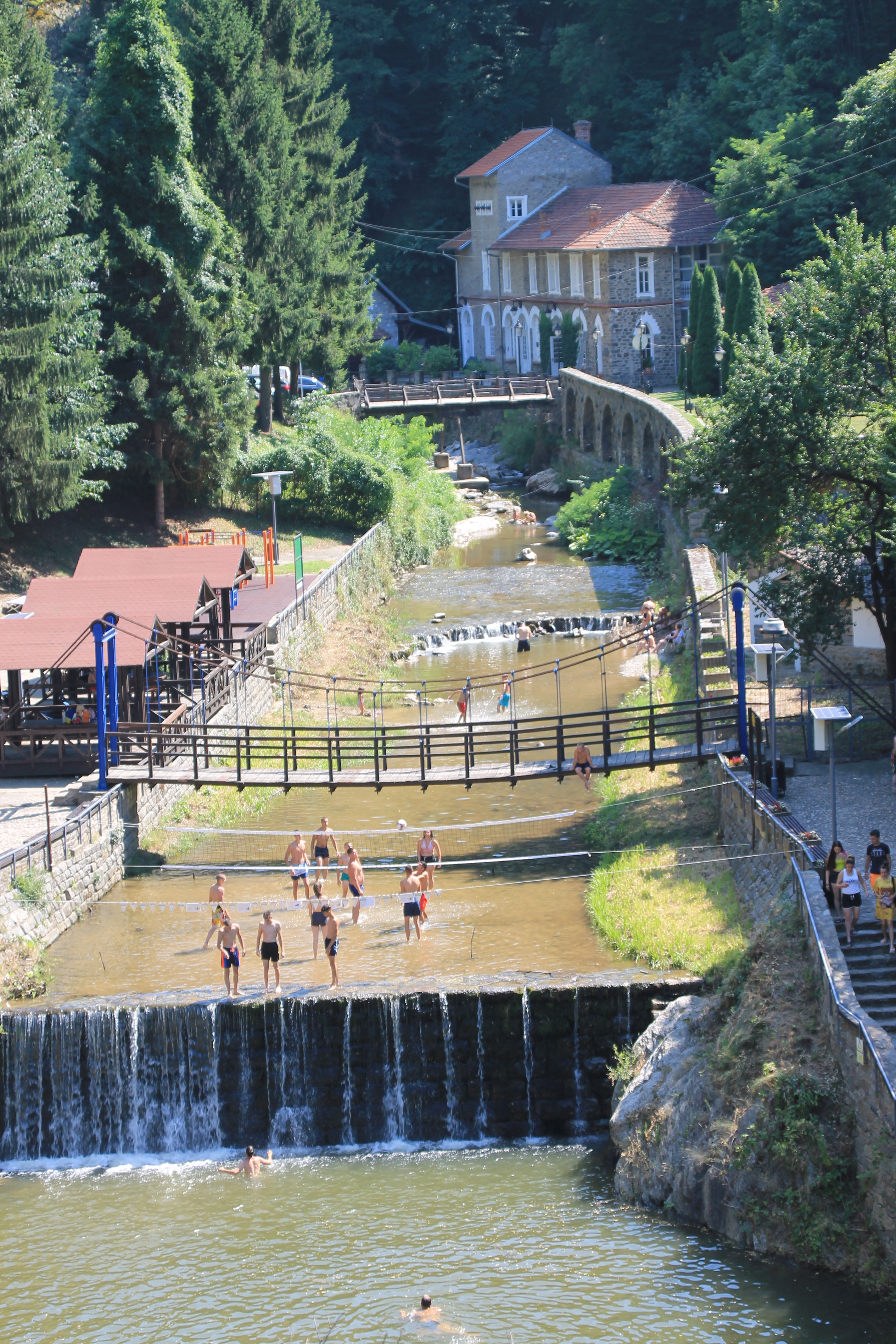
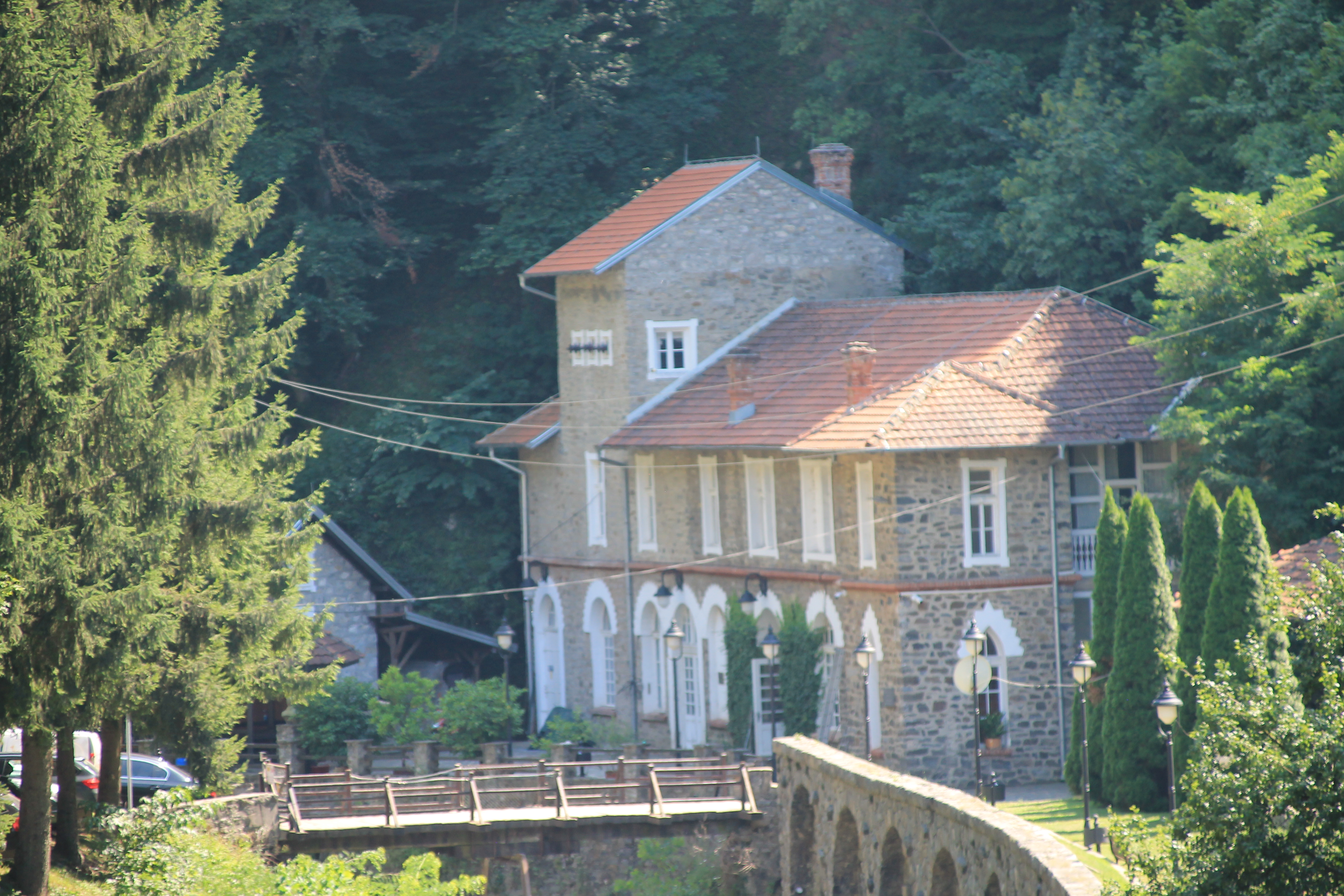
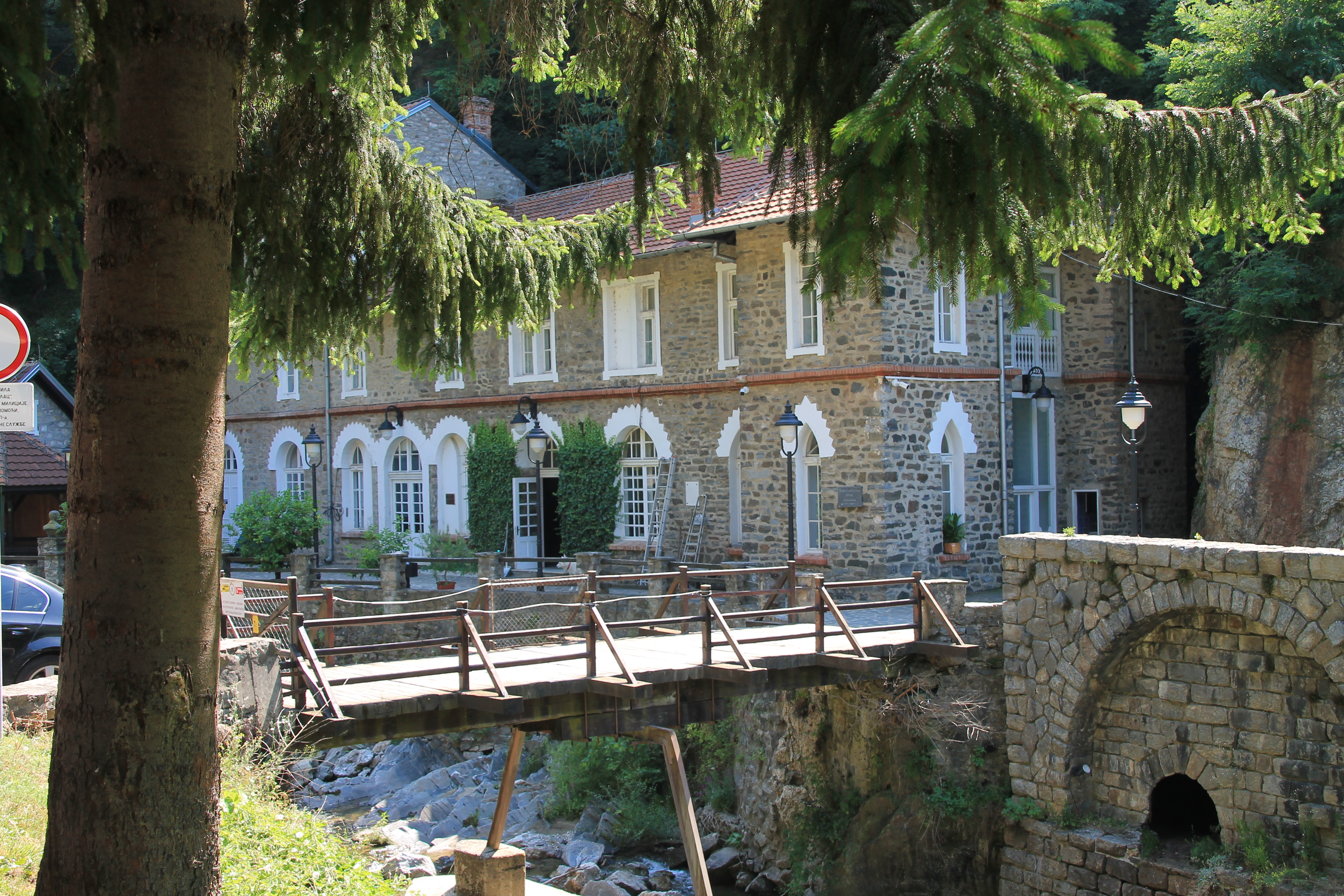
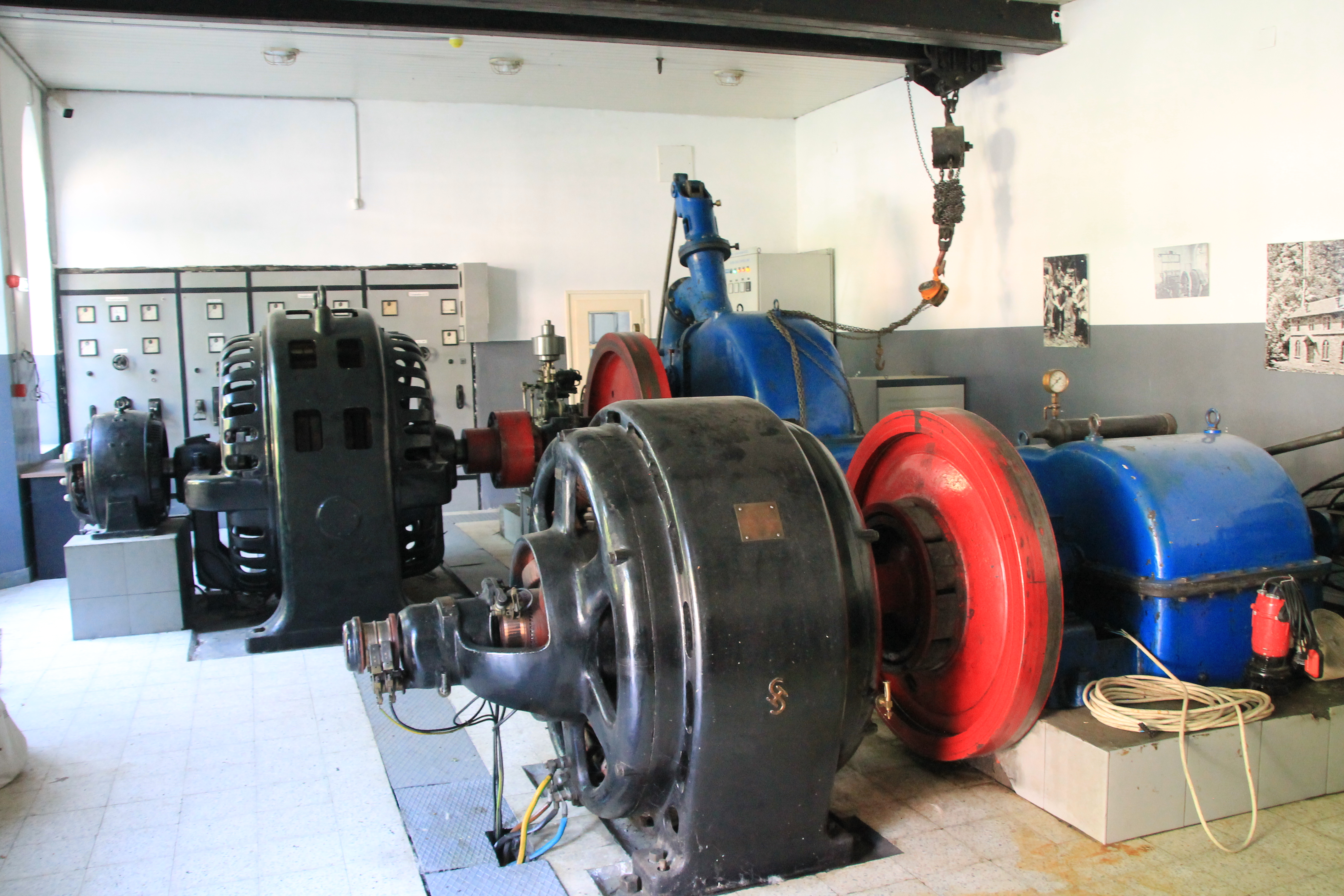
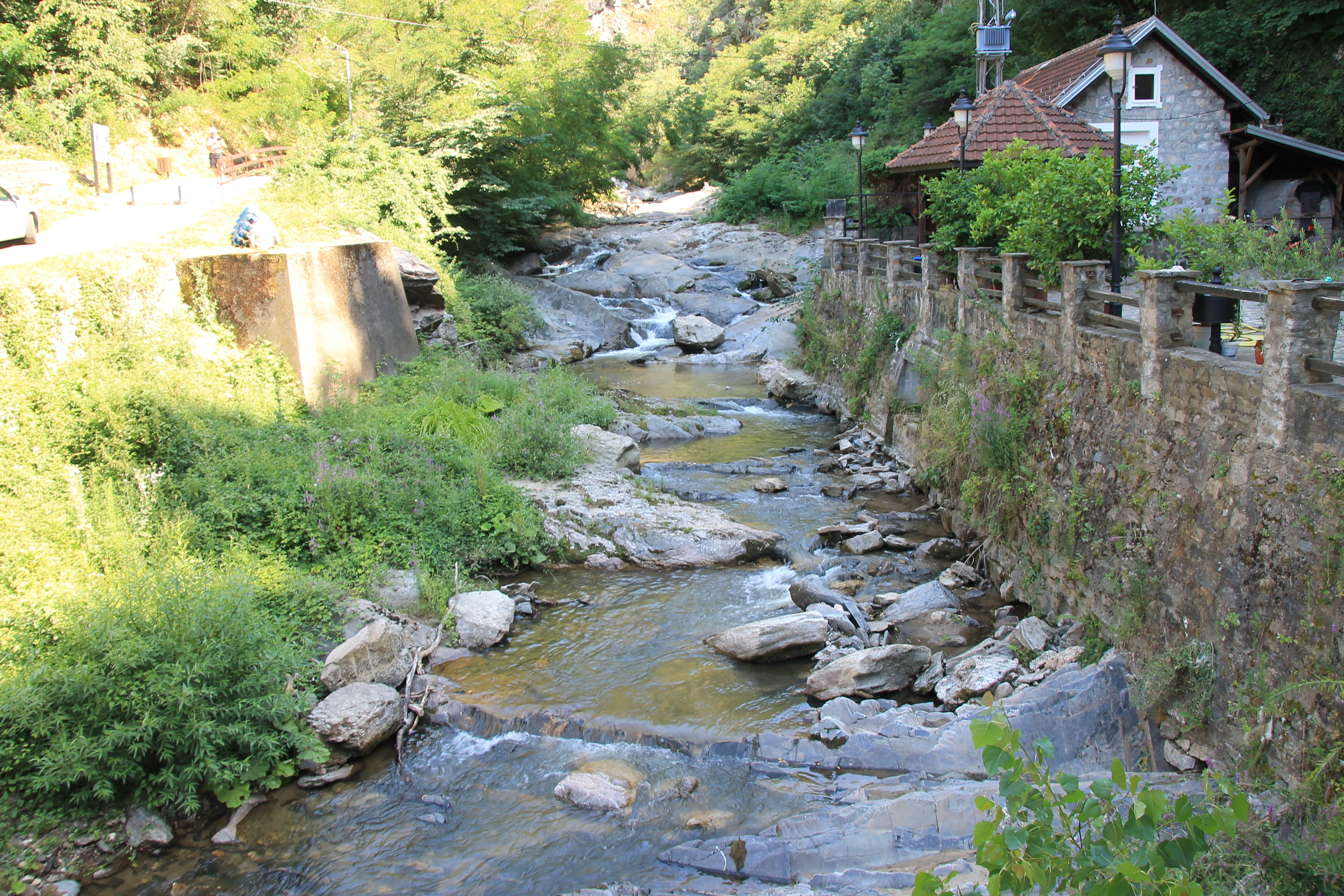
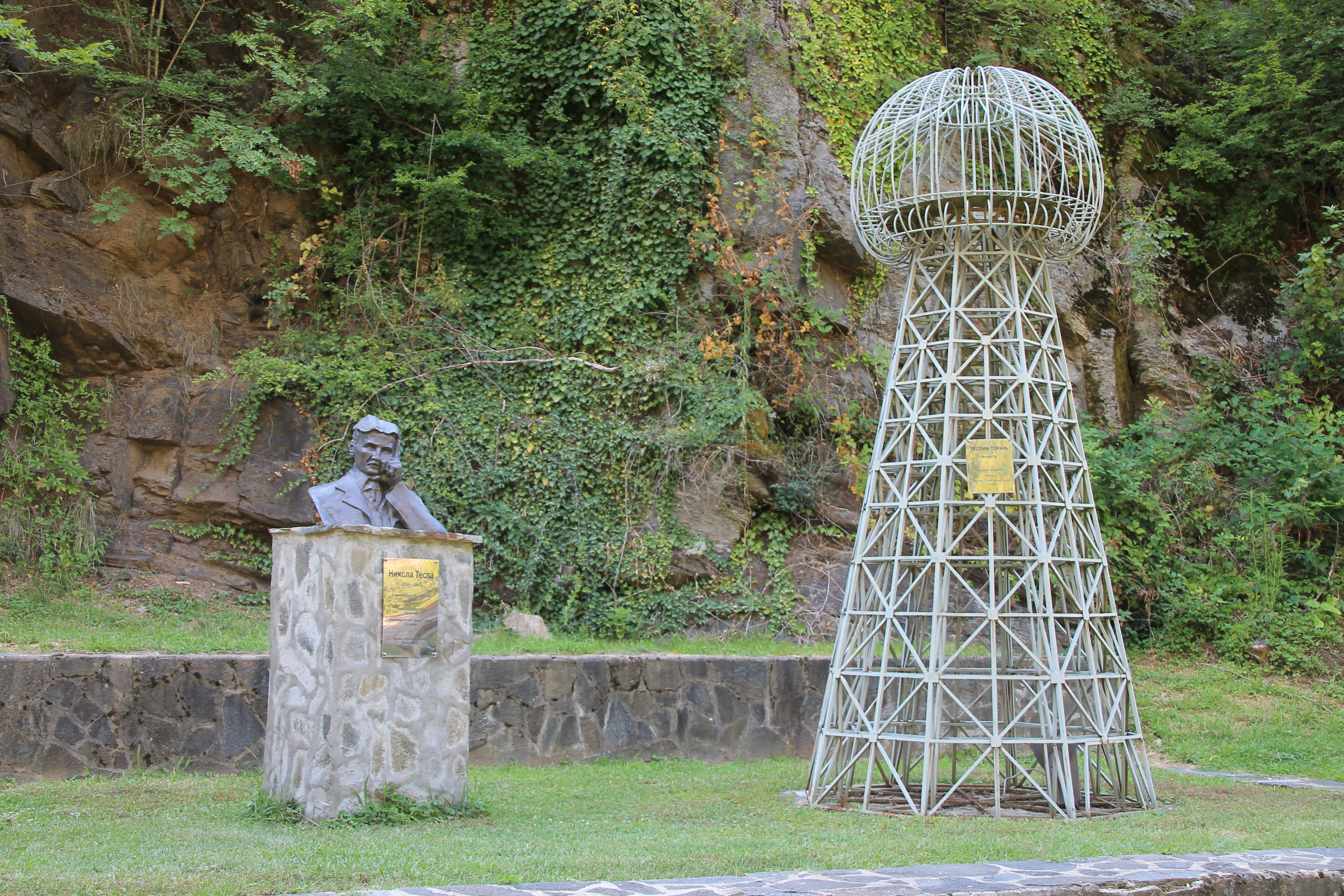
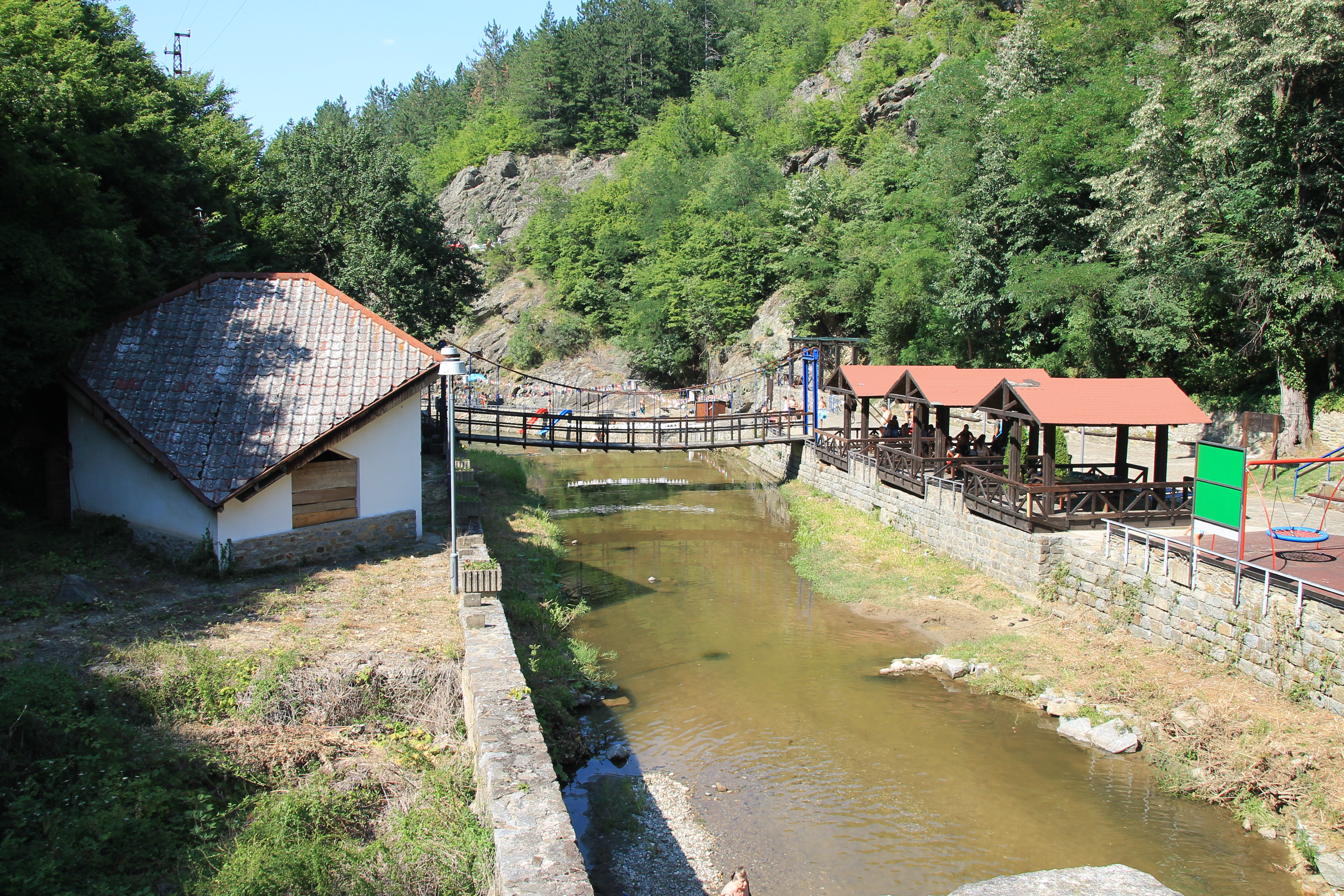
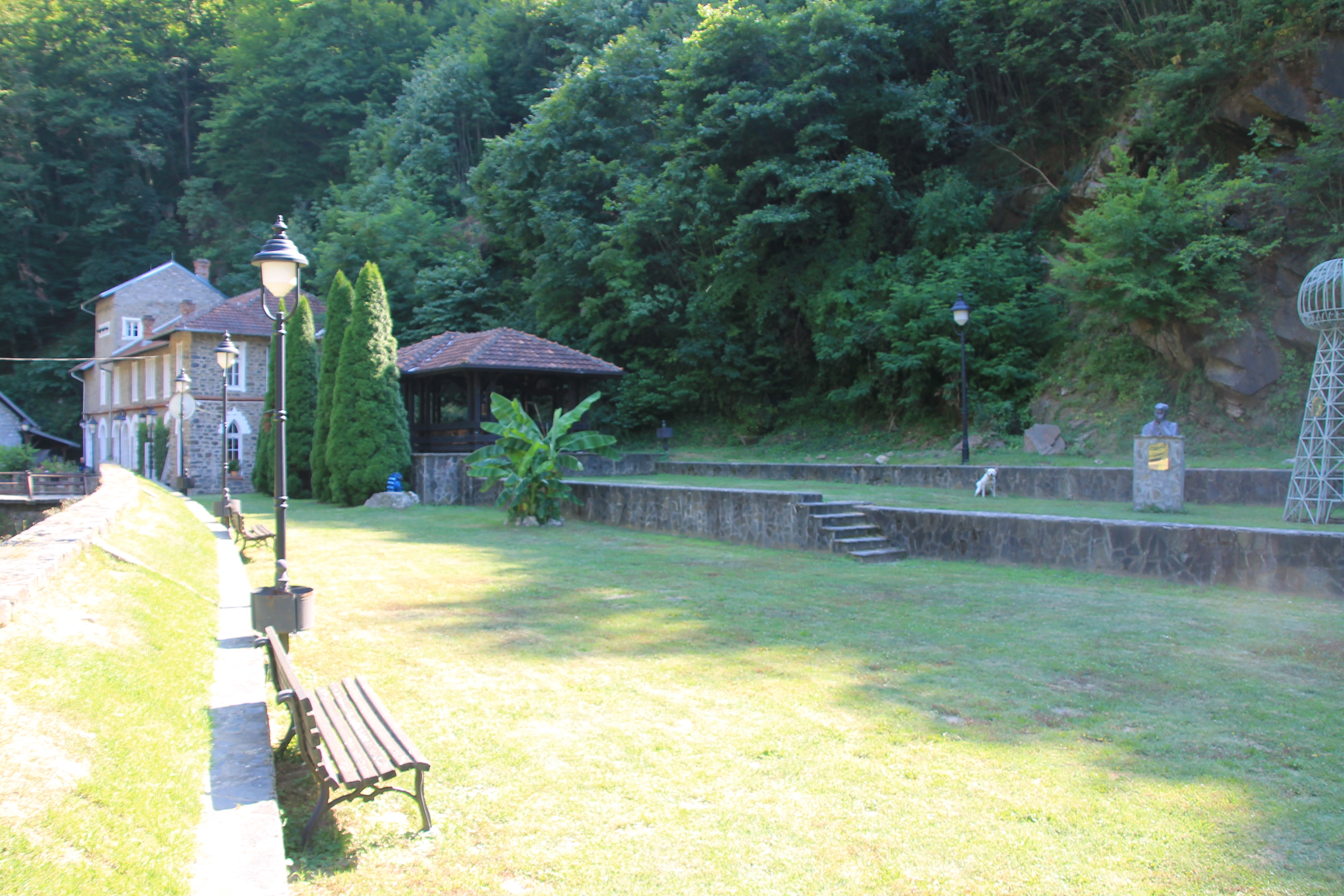
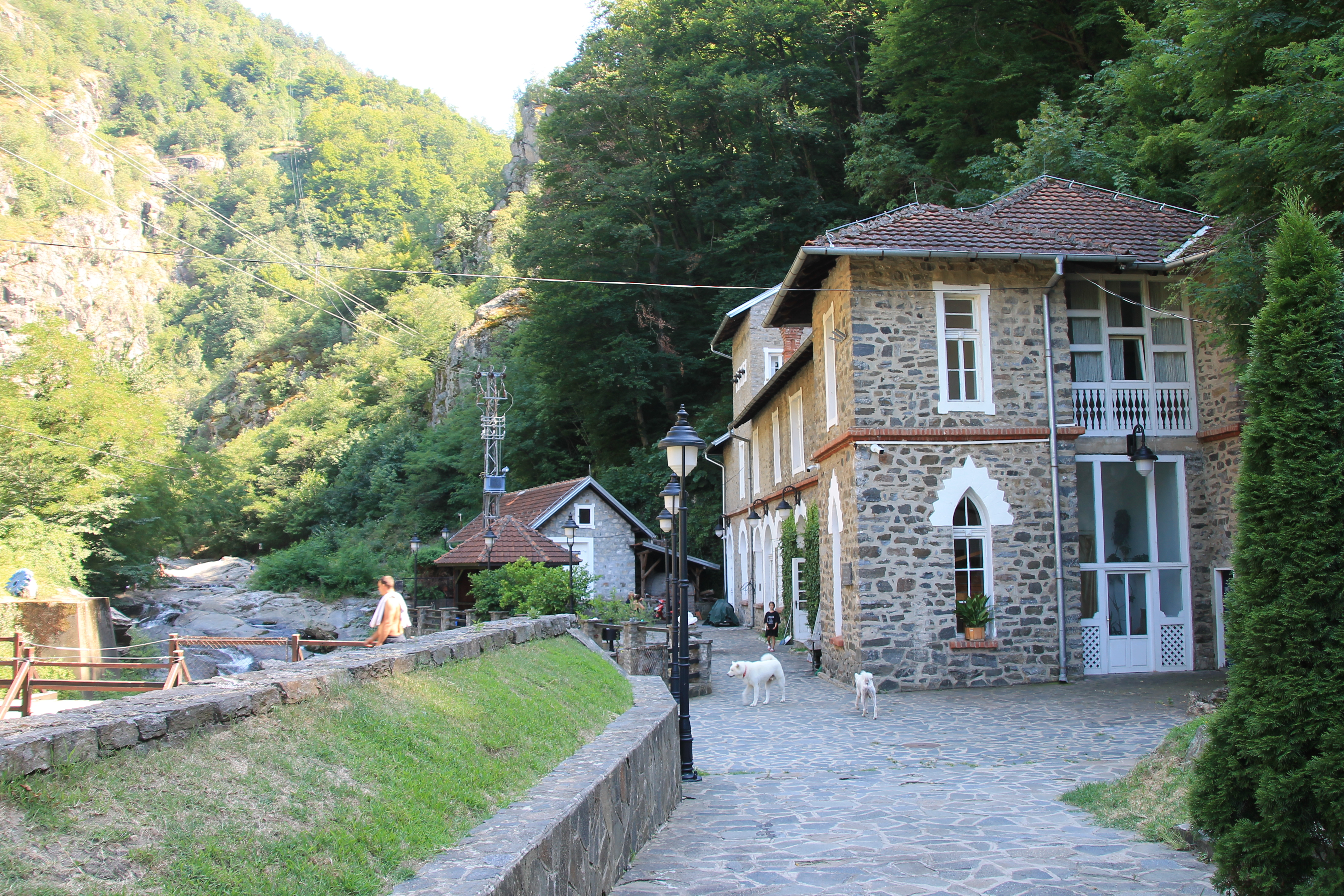
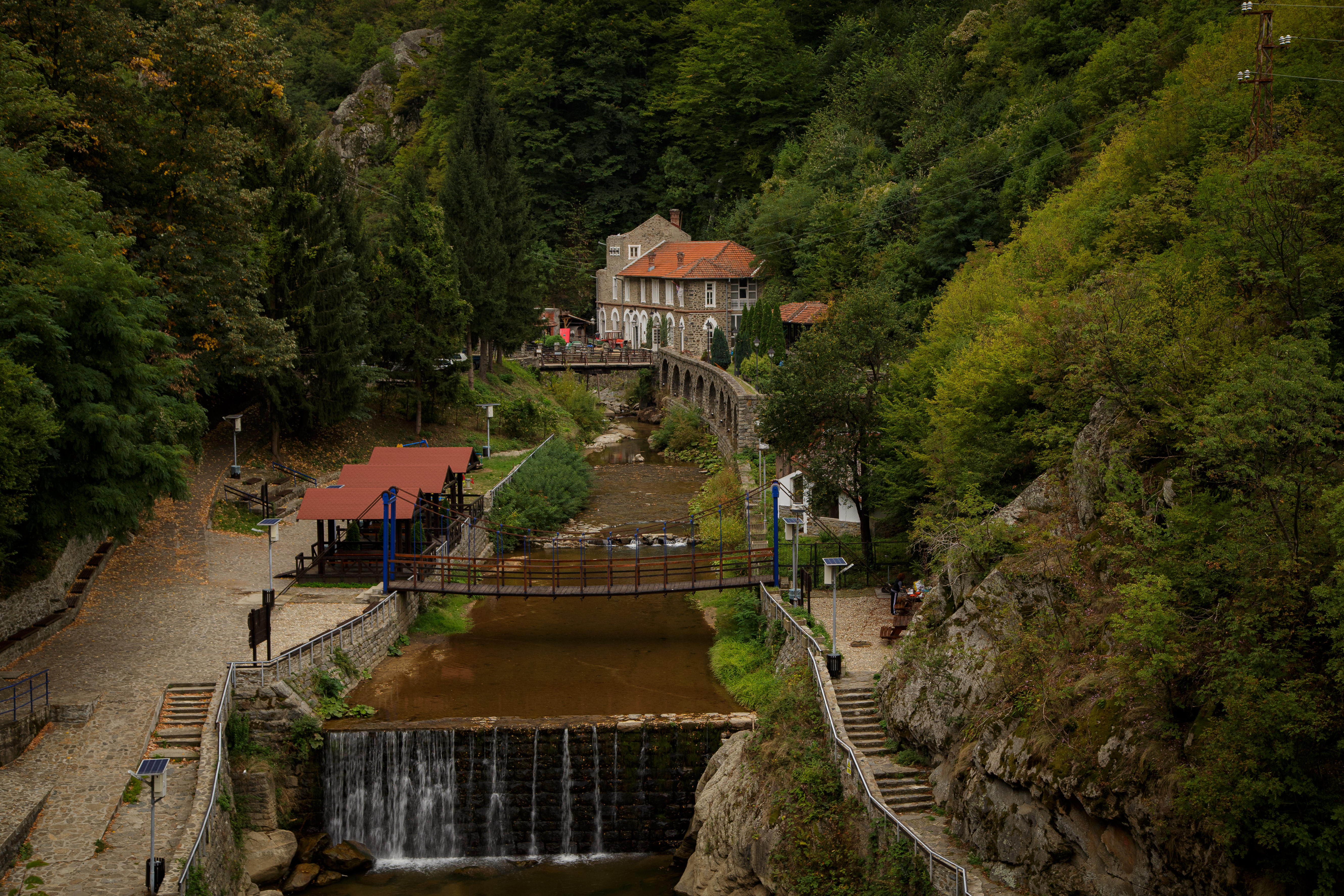